# Az örök béke

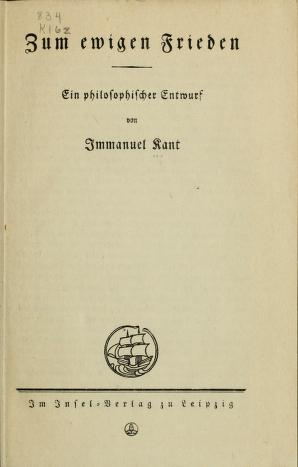
A lipcsei Insel-Verlag kiadása

Az örök béke (filozofikus tervezet), Immanuel Kant filozófiai esszéje, 1795-ben jelent meg az első koalíciós háború idején. A jogi szerződés formájában írt filozófiai tervezetében Kant kifejti, hogy megvalósítható a tartós béke, ha bizonyos feltételek teljesülnek. Az emberek józan eszére apellál. A béke szerinte nem más, mint a jog győzelme és megvalósulása. A legfontosabb konklúziója, hogy a háború nem sorskérdés. Kant számára nem az a fontos, hogy mit tanít a történelem, hanem az, amire a józan ész kötelez bennünket. A józan gondolkodás azt követeli, hogy az emberiségnek meg kell adni és garantálni az alapvető jogokat az ország határain belül, és a nemzetállamok között is. 1712-ben Charles-Irénée Castel de Saint-Pierre Az európai tartós béke megvalósulásának tervezetében (Projet pour rendre la paix perpétuelle en Europe), s amiből Jean-Jacques Rousseau közölt bizonyos részeket 1761-ben, már felvetette az európai monarchiák közötti szövetség, érdekközösség létrehozását, ami fokozatosan megtiltaná a háborúskodást.

## Az örök béke (filozófiai tervezet)
Kant rövid eszmefuttatással kezdi művét, egyféle felmentő záradékkal, ami megvédi őt, a filozófust, művének esetleges rosszindulatú értelmezésétől. Nézete szerint a politikusok, akiknek kizárólag a gyakorlat és a tapasztalat a mérvadó, leereszkedő és fennhéjázó magatartást tanúsítanak a teoretikusokkal szemben, akik – szerintük – csak a levegőbe beszélnek és semmitmondó eszmefuttatásaik egyáltalán nem veszélyeztetik az államot. De ha a politikus nem ért egyet a teoretikus nyíltan kifejtett, véletlenszerű véleményével, maradjon következetes önmagával és ne tekintse veszélyesnek a filozófus kijelentéseit.

## Első bekezdés
Bevezető cikkelyek:
1. A békeszerződés nem érvényes, ha fenntartásokkal írják alá, amelyek később háborúkhoz vezetnek.
Az ilyen esetben a békekötés csak fegyverszünet, mert nem őszinte akarat eredménye. Csak azért írták alá a hadviselő felek, mert kimerültek erőik. De valójában nem mondanak le régi követeléseikről, amik ürügyként fognak szolgálni a jövőben újabb háborúskodáshoz. Valójában az állam folyamatosan és bármilyen módon növelni akarja hatalmát.
2. Egyetlen állam sem kebelezhet be egy másik államot – legyen bár kicsi vagy nagy – öröklés, csere, vétel vagy adományozás útján.
Az állam nem magántulajdon, hanem emberek közössége, ahol csak is ők maguk parancsolhatnak és rendelkezhetnek önmagukról. Európában a dinasztikus házasságok hatalmi fölényt biztosítanak erő bevetése nélkül. De ha az egyik állam igénybe veszi a másik haderejét olyan ország ellen, amely nem közös ellenség, az alattvalók kihasználása és visszaélés áll fenn.
3. Az állandó hadseregeket idővel fel kell oszlatni.
A bevetésre kész, állandó hadseregek folyamatos fenyegetést jelentenek más államok számára. Vég nélküli versenyre kényszerítik az államokat (melyik országnak lesz nagyobb hadereje, több katonája), végül a fenntartásra és fejlesztésre fordított összegeket alapul véve a béke többe fog kerülni mint egy villámháború. Amikor zsoldosként gyilkolnak a katonák, illetve készek meghalni a csatamezőn, akkor ők csupán eszközök más államok kezében. Más a helyzet akkor, ha a polgárok önként végeznek fegyveres gyakorlatokat saját biztonságuk, illetve a haza védelme érdekében. 
4. Nem szabad államkölcsönből vagy külföldi hitelből finanszírozni a külső konfliktusokat, háborúkat.
Csak abban az esetben helyeselhető a kölcsönfelvétel, ha útépítésre, aszály idején élelmiszer vásárlására, stb. költik az összegeket. A hitelfelvétel a fentitől eltérő esetben egymásnak ugraszthatja a hatalmakat. A tartozás végeláthatatlan ideig megmarad, hiszen a hitelezők nem egyszerre nyújtják be követelésüket. A pénzt háborúra költhetik, hiszen az emberi természet civakodó és könnyen hadat üzen. Mivel ez komolyan fenyegeti a tartós békét, meg kell tiltani egy cikkelyben. Az eladósodás szükségszerűen államcsődhöz fog vezetni, ami más államokat is súlyosan fog érinteni. Következésképpen a sérelmet szenvedő államok jogosan lépnek szövetségre a háborúra készülő állam ellen.
5. Egy állam sem avatkozhat be erőszakosan egy másik állam belügyeibe és kormányzásába.
De vajon mi is jogosíthatná fel erre? Talán az, hogy polgárait felháborítják az ott zajló események? Éppen ellenkezőleg, az ott kialakult helyzet azt mutatja be, hogy a törvények hiánya mennyi bajt zúdít annak az államnak a polgáraira. Más a helyzet akkor, ha egy állam két részre szakad, és mindegyik önálló egységnek tekinti magát és hatalmat követel az egész terület felett. Ha ilyen esetben egy idegen állam segítséget nyújt az egyik félnek, nem beszélhetünk a belügyekbe való beavatkozásról, hiszen anarchia van, az alkotmányt érvényen kívül helyezték. De mindaddig, amíg ezt a belső konfliktust nem sikerül megoldani, az idegen beavatkozás sérti a nép jogát.
6. Egyetlen hadviselő állam sem követhet el olyan tetteket, amelyek kizárják a kölcsönös bizalmat a békekötés után: bérgyilkosok, méregkeverők felfogadása, a kapituláció feltételeinek megsértése, árulásra buzdítás az ellenséges államban.
Nem lehet teljesen bizalmatlan maradni az ellenséggel szemben, mert különben lehetetlenné válik a béke megkötése, és a háború irtó hadjárattá válik. A természeti állapotban, ahol nincsenek bíróságok, hogy jogerős ítéletet hozzanak, háborúval, erőszakkal szereznek érvényt jogaiknak a felek. Egyiküket sem lehet jogtalanul támadó ellenségnek nevezni, mert az események alakulása dönti el majd hogy kinek van joga/igaza. A háború nem lehet büntető hadjárat, mert az államok nincsenek függőségi, felettes–alattas, viszonyban. Az irtó hadjárat elpusztítja mindkét felet és vele együtt a jogot is, s a tartós békét csak az emberiség nagy temetőjében lehet megteremteni. Az ilyen háborút és kiváltó okait teljesen meg kell tiltani.

## Második bekezdés
Definitív cikkek, amelyek az államok közötti örök béke megteremtését célozzák.
A békés egymás mellett élés nem természetes állapot. Az emberi kapcsolatok konfliktusokkal terheltek: bár ellenségeskedésre nem kerül sor, az állandó fenyegetettség fennáll. A béke állapotát hivatalos úton kell megteremteni, mert a háborúról való lemondás nem jelenti még a béke megvalósulását.
Első definitív cikk
Minden államnak republikánus elvekre épülő polgári alkotmánnyal kell rendelkeznie, ami biztosítja az állampolgári szabadságot, a társadalmi és jogegyenlőséget. A republikánus alkotmány lehetővé teszi az örök béke megvalósulását: ha az állampolgárok beleegyezése kell a háborúskodáshoz, természetesen nagyon meg fogják gondolni, mert arról szólna a döntésük, hogy vállalják-e mindazt, ami a háborúval jár (katonáskodás, anyagi hozzájárulás a hadakozás költségeihez, a háború okozta károk helyreállítása).
A hatalmi ágak szétválasztását Kant a különböző államformák bemutatásával illusztrálja. Az autokratikus államban egyetlen ember kezében van a hatalom, az arisztokratikus politikai rendszerben a nemesség gyakorolja a hatalmat. A demokráciában a nép által választott vezetők irányítanak.
A kormányzás módja vagy republikánus (köztársasági) vagy despotikus. A köztársasági államformában a végrehajtó és törvényhozó hatalom különválik. A despotikus rendszer jellemzője, hogy az állam a saját maga által hozott törvényeket hajtatja végre. 
Kant szerint a demokrácia is despotizmus, mert a közösség dönt az esetleg egyet nem értők ellenében is. Kant meglátása szerint a nép számára fontosabb a kormányzás módja, mint az államforma.
Második definitív cikk
A nemzetközi jogot (népjog) szabad és független államok kapcsolatrendszerére alapozva kell létrehozni.
Az államok, akár csak az egyének, már szomszédsági kapcsolataikban is súrlódhatnak egymással. Kérhetnék, sőt követelhetnék egymástól, hogy a polgári jogi szerződéshez hasonló olyan okmányt fogadjanak el, amely jogaikat garantálja. Az államok között létrejött szerződés, az ún. „békeszövetség” nélkülözhetetlen a béke megteremtéséhez és a fenntartásához. A békeszerződés csupán egy háborút zár le, míg a békeszövetség örökre megszüntetné a háborúkat. Ily módon régiók, sőt kontinensek is megvédhetők a háborús konfliktusoktól.
Harmadik definitív cikk
A világpolgári jogot az egyetemes vendégjogra kell korlátozni. A vendégjog azt jelenti, hogy ha valaki idegen országba utazik, nem bánhatnak vele ellenségként. A látogató nem számíthat lakhatási, tartózkodási engedélyre, csak körülnézhet az országban annak jogán, hogy a földkerekség az emberiség közös tulajdona, és ahol kénytelenek elviselni egymás szomszédságát. Senkinek nincs több joga egy helyet, területet birtokolni (azonban néhány civilizált, főleg kereskedő állam polgárai elfoglaltak és gyarmatosítottak bizonyos országokat).

## Első kiegészítés
Az örök béke megvalósulásának garanciája
A természet biztosította, hogy az emberek bárhol a földön élni tudjanak. 
A háború paradoxális szerepet töltött be a történelem folyamán. A háborúk taszító, negatív ereje szétszórta az embereket a földgolyó egész területére, akár zord, kies részekre is. A háborúk egyesítő ereje abban áll, hogy amikor az embereknek elegük van a pusztításokból, a bizonytalanságból és szenvedésekből, kénytelenek békés kapcsolatba lépni egymással. És ekkor az általánossá váló háborúk válhatnak a béke legbiztosabb garanciájává.

## Második kiegészítés
(Titkos cikkely)
A törvényhozó hatalom általában igen ritkán kéri ki pl. a filozófusok véleményét a más államokhoz való viszonyulás morális elveiről. Az állam titokban tanácsadásra kérhetné fel a filozófusokat. Engedélyezné, hogy nyilvánosan beszéljenek a háborúskodásról és a béke megteremtéséről.

## Első függelék
Az erkölcs és a politika ütközése
Mindenki egyetért abban, hogy a mindennapi életben feddhetetlenül kell élni és cselekedni. Így nem állítható, hogy teljesíthetetlen ez a követelmény. Tehát az erkölcs és a politika (az elmélet és a gyakorlat) nem ütközhet egymással. A becsületesség a legjobb politika, de a gyakorlat nem ezt mutatja.
Az etikus politikus az erkölcsi követelményekkel összhangban alakítja ki elveit. A moralizáló politikus viszont az államérdekeket kiszolgáló etikát hoz létre. 
A moralizáló politikusok az alábbi három bölcsességet követik: 
- Cselekedj, és utólag magyarázd tettedet (Fac et excusa)

Ragadd meg a kedvező alkalmat a hatalom megszerzésére, és később igazold tettedet. Ez a vakmerőség bizonyos fokig azt a látszatot is kelti, hogy az elkövető mélyen meg volt győződve tettének jogosságáról.
- Tagadd le, ha már megtetted (Si fecisti nega)

Ha reménytelen helyzetbe hoztad népedet, és az fellázadt, tagadd a felelősségedet. Sőt azt kell állítani, hogy a felelősség az engedetlen polgárokat terheli.
- Oszd meg és uralkodj (Divide et impera)

Előjogokkal rendelkező, befolyásos személyeket állíts szembe egymással, uszítsd rájuk a népet, majd állj a nép oldalára, és ígérj neki nagyobb szabadságot.

## Második függelék
Az erkölcs és a politika akkor áll összhangban egymással, ha a kormányzást átláthatóság és nyilvánosság jellemzi.   

## Magyarul fordítások
- Az örök béke. Filozófiai vázlat; ford. Hildenstab György; Kármán Ny., Losonc, 1915
- Az örök béke; ford., bev., jegyz. Babits Mihály; Új Magyarország, Bp., 1918 (Természet és társadalom)
- Az örök béke; ford., jegyz., bev. Szakács György; Pen Könyvkereskedés, Bp., 1943
- Az örök béke; ford., bev., jegyz. Babits Mihály, tan. Mikó Imre; Kriterion, Bukarest, 1971 (Téka)
- Az örök béke; ford. Babits Mihály; Európa, Bp., 1985 (Mérleg) ISBN 9630736853